# Driessenia minutiflora
Driessenia minutiflora är en tvåhjärtbladig växtart som beskrevs av Oskar Schwartz. Driessenia minutiflora ingår i släktet Driessenia och familjen Melastomataceae. Inga underarter finns listade i Catalogue of Life.